# Petjerskaklostret
Petjerskaklostret (ukrainska: Києво-Печерська лавра/Kyjevo-Petjerska lavra; ryska: Киево-Печерская лавра/Kijevo-Petjerskaja lavra) också kallat Grottklostret i Kiev, är ett historiskt ortodoxt kloster i Kiev, Ukraina. Sedan grottklostret grundades år 1015 har det varit ett framstående centrum för den östortodoxa kristendomen i Östeuropa. 
Klostret är tillsammans med Sofiakatedralen upptaget på Unescos världsarvslista. Det utnämndes till ett av Ukrainas sju underverk den 21 augusti 2007 efter en omröstning bland experter och på internet.
Idag delas ansvaret för anläggningen mellan det statliga museet National Kyiv-Pechersk Historic-Cultural Preserve och den Ukrainska ortodoxa kyrkan. Kyrkan ansvarar för klostrets huvudsakliga funktioner och dess ledare, Viktor Sabodan, har sitt residens där.

## Etymologi och andra namn
Ordet petjera betyder grotta. Ordet lavra används av östortodoxa kyrkans munkar för att beskriva de mest högtstående klostren. Därför är klostrets namn även översatt till Kievs grottkloster eller Grottornas kloster i Kiev (на печерах).

## Grundande och tidig historia
Enligt Nestorskrönikan återvände Sankt Antonius, en östortodox munk från Esphigmenonklostret på Athos, och slog sig ner i Kiev som en missionär av klostertraditioner till Kievs ruser. Han valde en grotta i Berestovberget med utsikt över Dnepr och anhängarna växte i antal. Prins Iziaslav I av Kiev överlät hela berget till Antonitmunkarna som grundade ett kloster ritat av arkitekter från Konstantinopel.

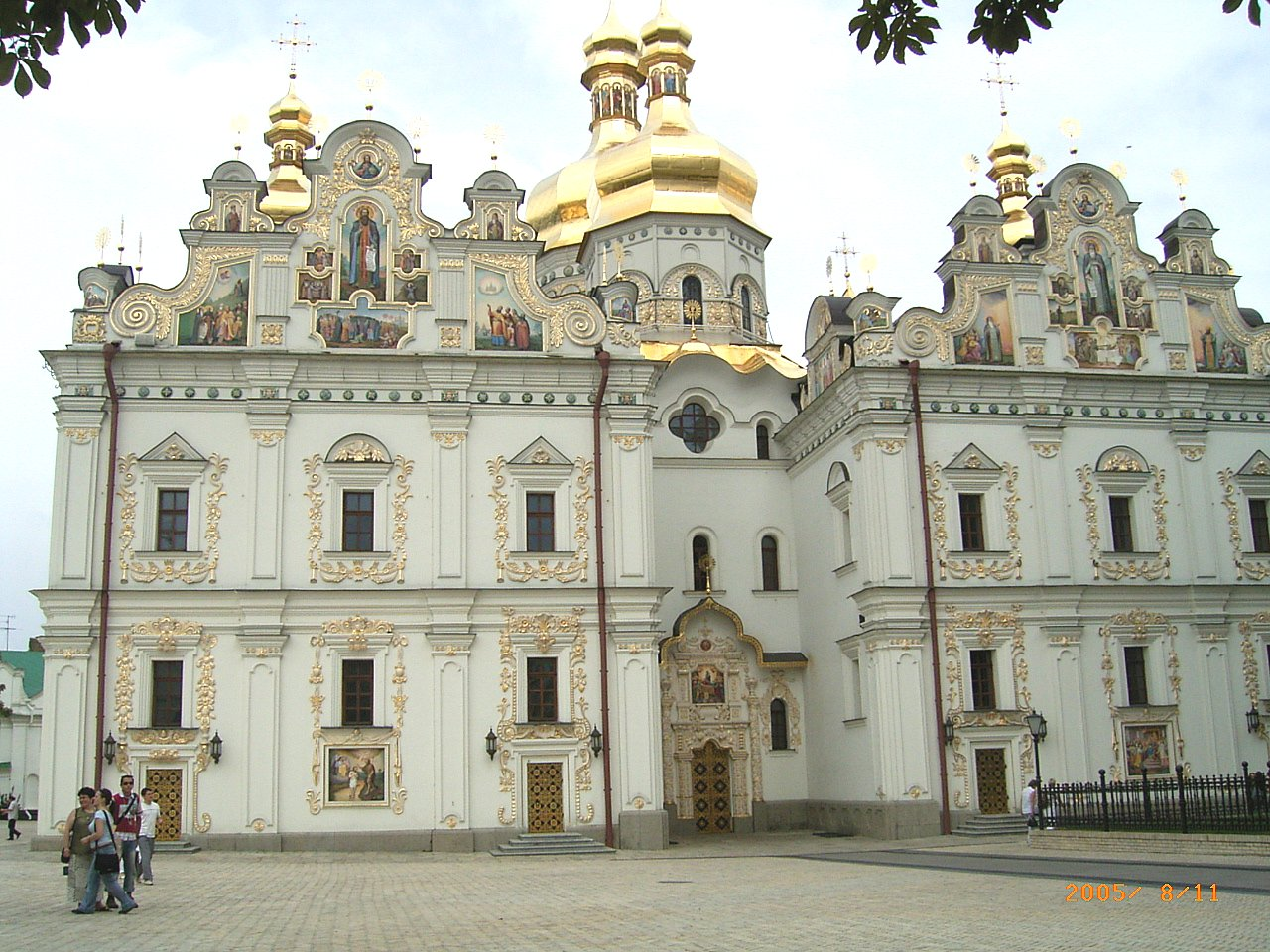
Rekonstruerade Marie avsomnandes katedral 2005.

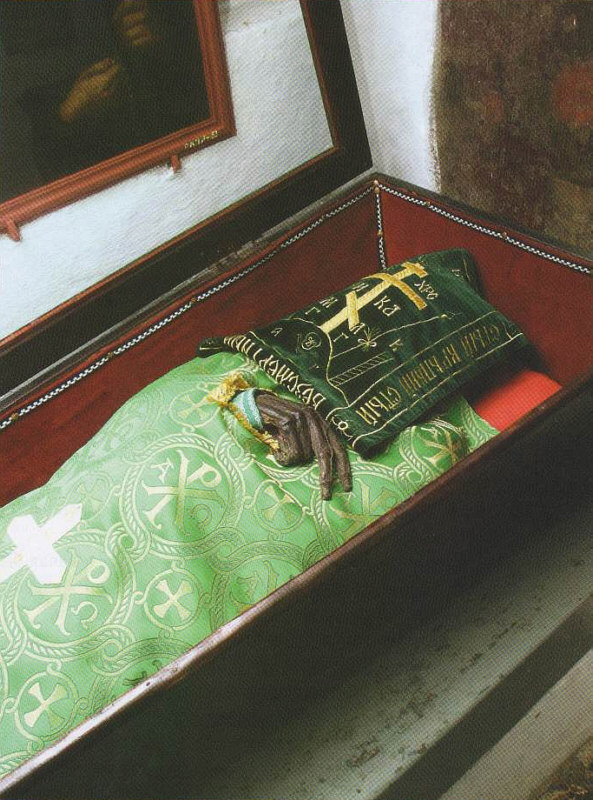
Oförgängliga relikerna efter sankt Ilja Muromets i Petjerskaklostret.

## Byggnadsverk
Petjerskaklostret har ett antal arkitektoniska monument, med alltifrån klocktorn och katedraler till underjordiska grottsystem och starka fortifikationsmurar i sten. Här finns Lavras stora klocktorn, en del av Kievs stadssiluett, och Marie avsomnandes katedral, förstörd under andra världskriget men på senare år helt rekonstruerad. Andra kyrkor och katedraler i Lavra är Refektoriekyrkan, Alla helgons kyrka, Frälsarens kyrka i Berestove, Det heliga korsets upphöjelsekyrka, Trefaldighetskyrkan, Jungfruns födelses kyrka, Sankta Annas avlelses kyrka, och Livgivande källans kyrka. Lavra har även många andra byggnadsverk, däribland Sankt Nicholas kloster, Kievs teologiska akademi och seminarium och Debosquettemuren.

### Lavras Stora klocktorn
Lavras Stora klocktorn är en av de mest synbara byggnaderna i Kievs stadssiluett och tillhör Lavras huvudattraktioner. Den var den största fritt stående klocktornet vid tiden för dess uppförande 1731–1745, och ritades av arkitekten Johann Gottfried Schädel. Den är i klassisk stil och krönt med en förgylld kupol. Dess totala höjd är 96,5 meter.

### Treenighetens portkyrka
Treenighetens portkyrka ligger på toppen av Holiga portarna, som utgör ingången till klostret. Enligt en legend grundades kyrkan av Chernihiv-prinsen Sviatoslav. Den byggdes ovanpå en forntida stenkyrka som stått där tidigare.

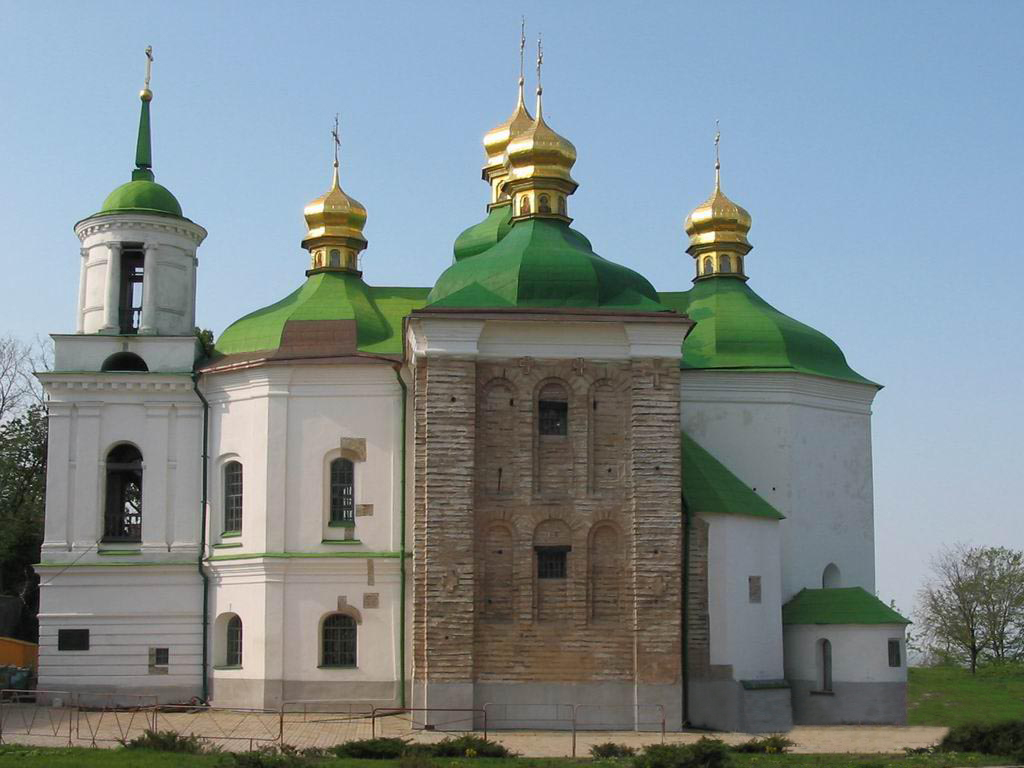
Sidovyj av Frälsarens kyrka i Berestov sett med dess kampanil, ritat av arkitekten Andrei Melenskyj i klassisk stil.

### Frälsarens kyrka i Berestov
Frälsarens kyrka i Berestov ligger norr om Petjerskaklostret. Den uppfördes i byn Berestove omkring sekelskiftet 1000 under prins Vladimir II Monomachs styre. Den fungerade senare som Monomachdynastins mausoleum, även med Jurij Dolgoruki, Moskvas grundläggare. Även om kyrkan ligger utanför Lavras fortifikationer, är den en del av komplexet.

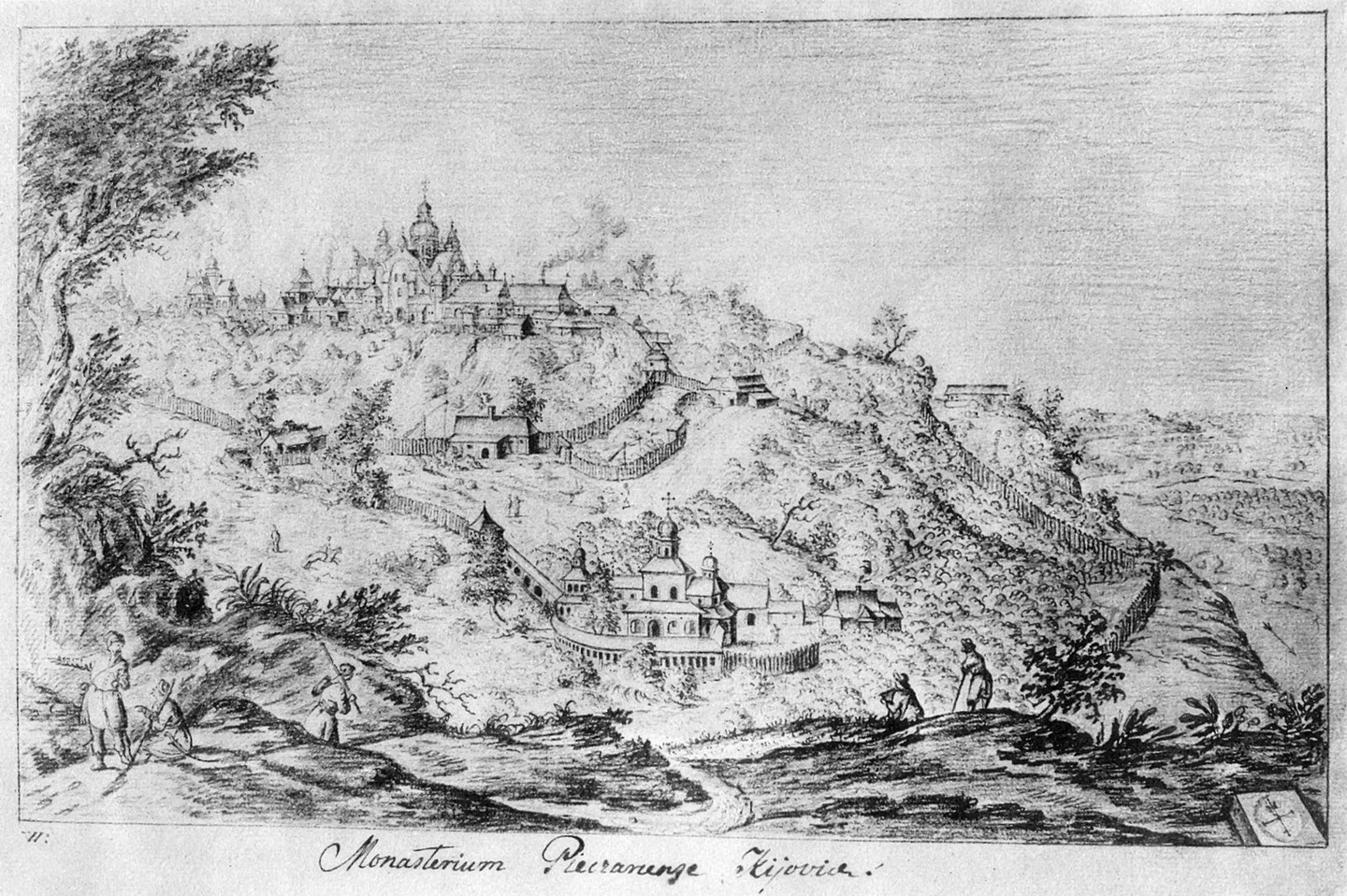
Närliggande grottorna. Skiss av den nederländske konstnären Abraham van Westerveldt skapad år 1651.

### Grottor
Petjerskaklostret grottor är ett komplext system av trånga underjordiska korridorer (omkring 1–1½ meter breda och 2–2½ meter höga), tillsammans med ett antal bostadskvarter och underjordiska kapell. År 1051, hade prästen Sankt Antonius av Kiev bosatt sig i en gammal grotta i en av kullarna som omger Petjerskaklostret. Synbarligen växte grottan, med ett antal utvidgningar inklusive korridorer och en kyrka, till vad som idag är känt som Bortre grottorna. 1057 flyttade Antonius till en grotta nära Övre Lavra, idag kallad Närliggande grottorna.
Utländska resenärer på 1500- och 1600-talet har skrivit att katakomberna i Petjerskaklostret sträckte sig hundratals kilometer, och att de nådde så långt bort som Moskva och Novgorod, som tog med sin kännedomen om Petjerskaklostret ut i världen.

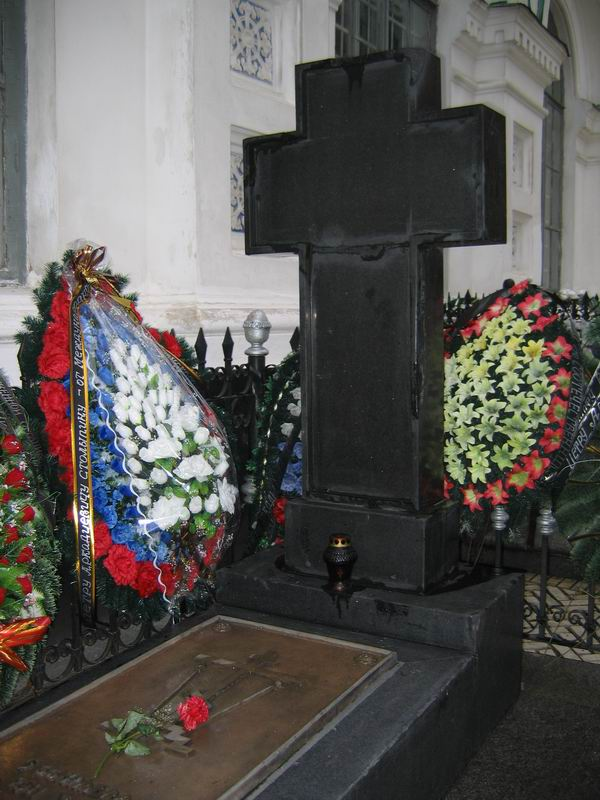
Pjotr Stolypins grav.

## Gravar
- Ilja Muromets - i grottorna (11-1200-talet)
- Nestor Krönikören - i Närliggande grottorn (omkring 1114)
- Sankt Kuksja - i Närliggande grottorna (omkring 1114)
- Alipij av grottorna - i Närliggande grottorna (omkring 1114)
- Agapetus av Petjersk - i Närliggande grottorna (1100-talet)
- Oleg, Vladimir II Monomachs son - i Frälsarens kyrka i Berestove (1200-talet)
- Eufemia av Kiev, dotter till Vladimir II Monomach - i Frälsarens kyrka i Berestove (1139)
- Jurij Dolgoruki - i Frälsarens kyrka i Berestove (1157)
- Skirgaila - regerande storhertig av Litauen (1397)
- Vasilíj Kotjubej - nära Refektoriekyrkan (1708)
- Ivan Iskra - nära Refektoriekyrkan (1708)
- Pjotr Stolypin - nära Refektoriekyrkan (1911)

## Museum
Petjerskaklostret är även en av de största museerna i Kiev. Utställningen är den faktiska samlingen av Övre (Närliggande grottorna) och Nedre (Bortre grottorna) Lavraområdena som omfattar mer än 100 arkitektoniska reliker från en svunnen tid. Samlingen inom kyrkorna och grottorna inkluderar artiklar av värdefulla metaller, tryck, porträtt av högre präster och sällsynta kyrkohierarkiska fotografier. Huvudutställningen har artiklar från 1500- till tidigt 1900-tal med bland annat kalkar, krucifix och textilier från 1500- till 1800-talet med sömnader och broderier av ukrainska mästare. Resten av samlingen består av bitar från Lavras tryckerihus och Lavras ikonmålningsverkstad. Museet anordnar även turer till katakomberna som har mumifierade lämningar av ortodoxa helgon eller deras reliker.

## Bilder

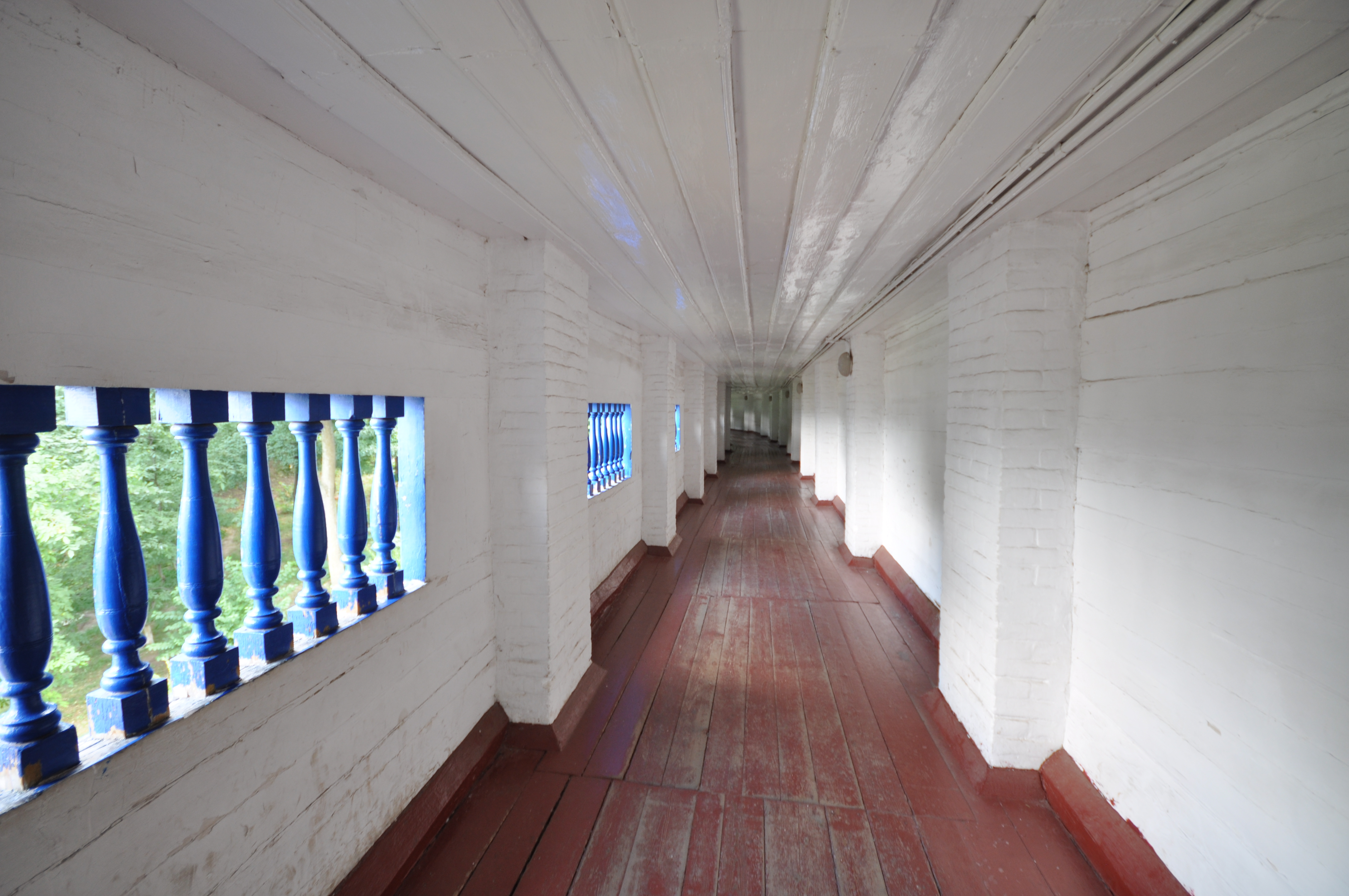
Interiör.
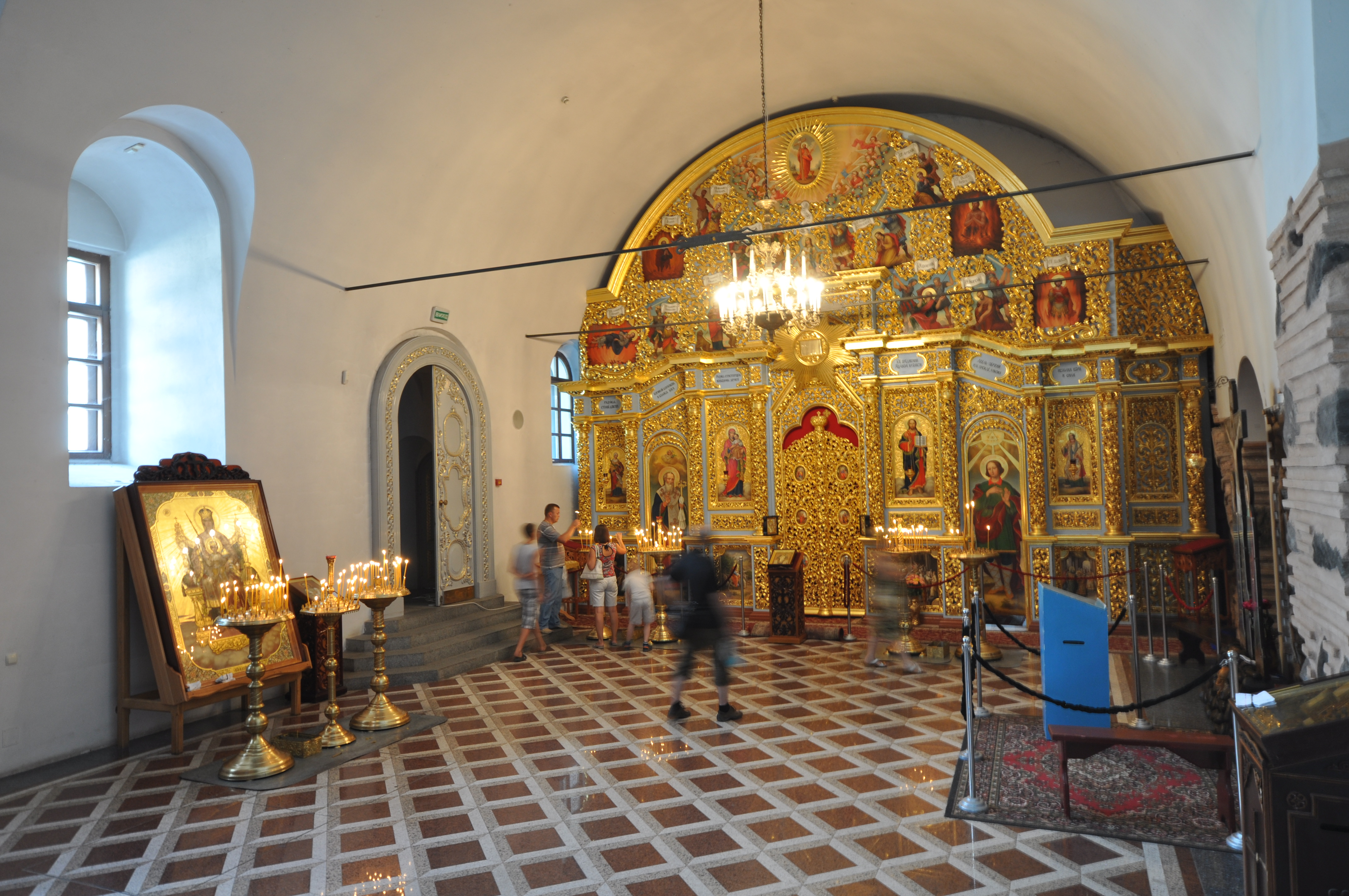
Interiör och ikonostasen.
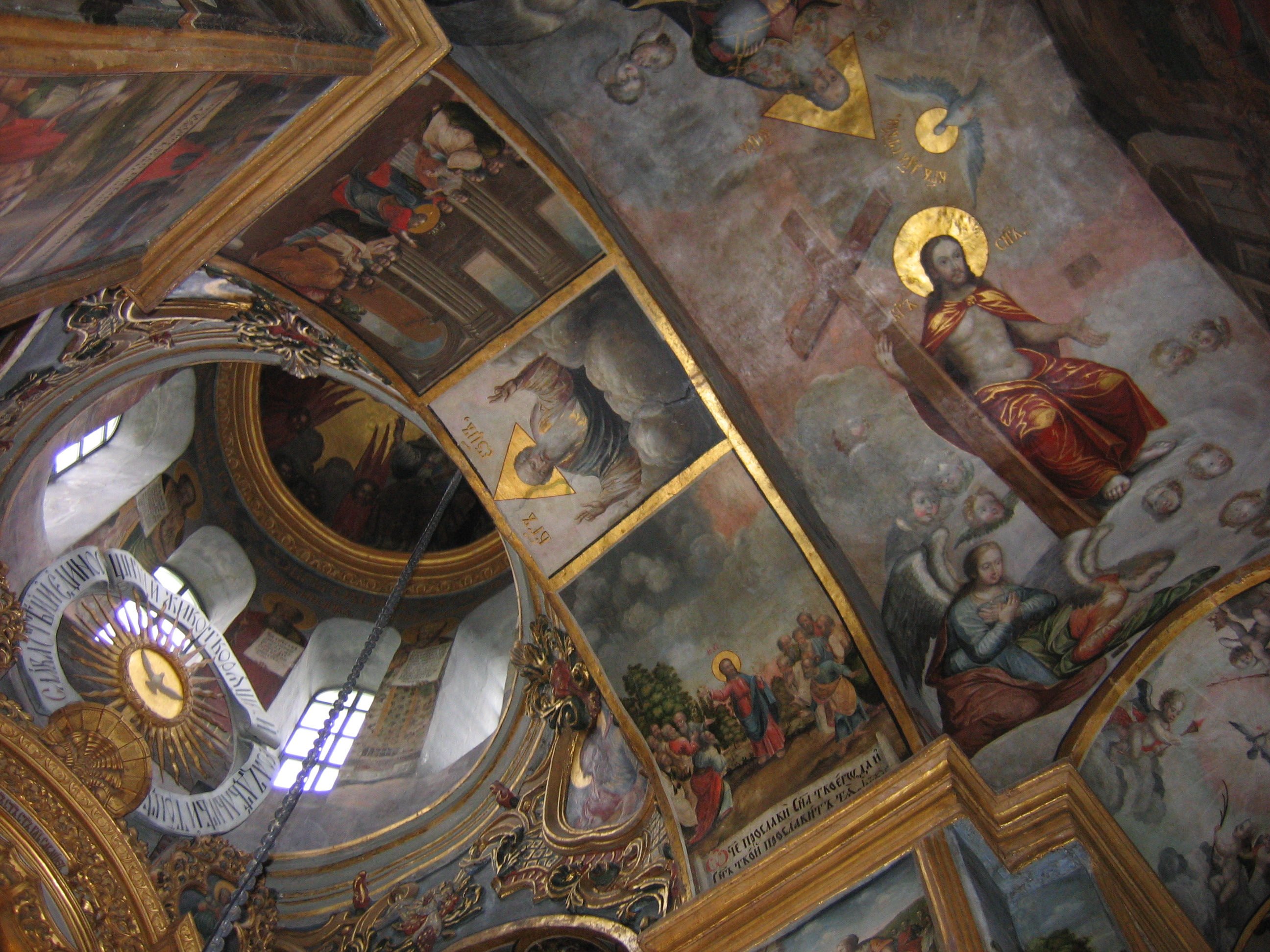
Mosaiker.
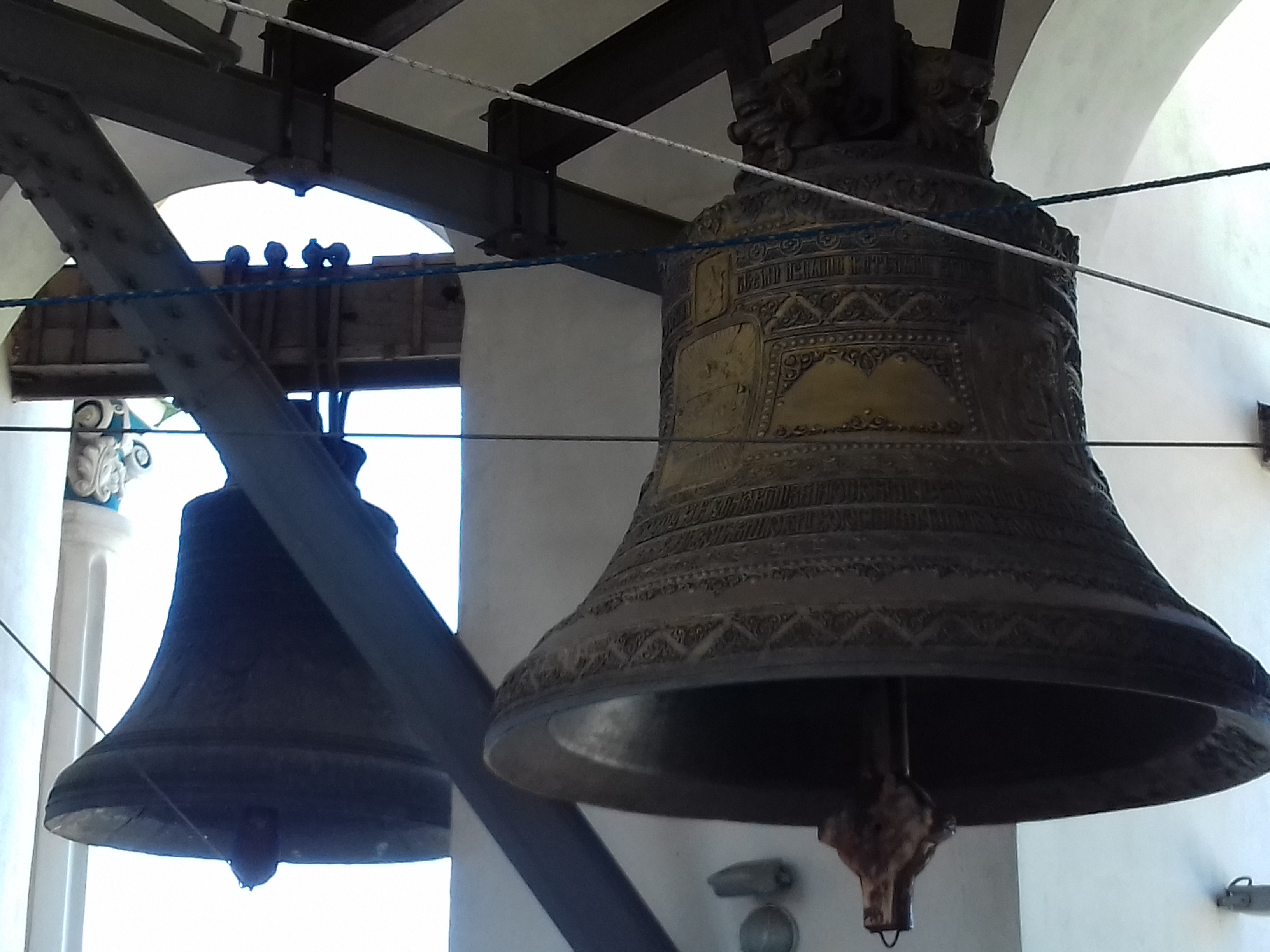
Kyrkklockor.
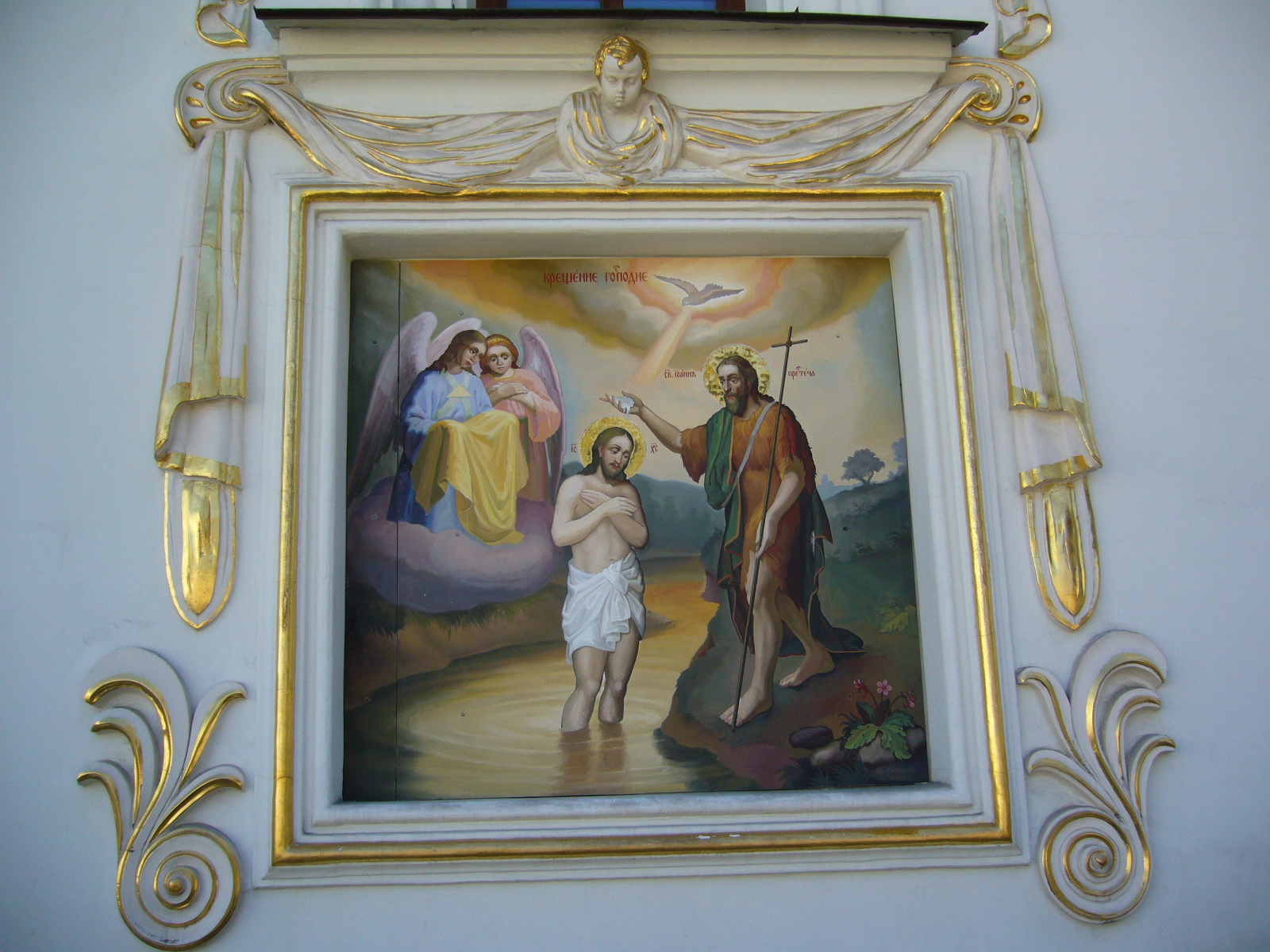
Tavla.